# Sharpsburg (Maryland)
Pour les articles homonymes, voir Sharpsburg.
Sharpsburg est une ville du comté de Washington, dans l’État du Maryland, aux États-Unis. Sa population s’élevait à 705 habitants lors du recensement de 2010, estimée à 639 habitants en 2017.

## Histoire
Le premier grand affrontement armé de la guerre de Sécession a eu lieu aux alentours de la ville. Dans l'historiographie sudiste, la bataille d'Antietam est connue sous le nom de bataille de Sharpsburg. 

## Patrimoine
La localité abrite un National Historic Landmark, la Tolson's Chapel and School, classée en janvier 2021.

## Source
- (en) Cet article est partiellement ou en totalité issu de l’article de Wikipédia en anglais intitulé « Sharpsburg, Maryland » (voir la liste des auteurs).